# Modrá velryba (hra)

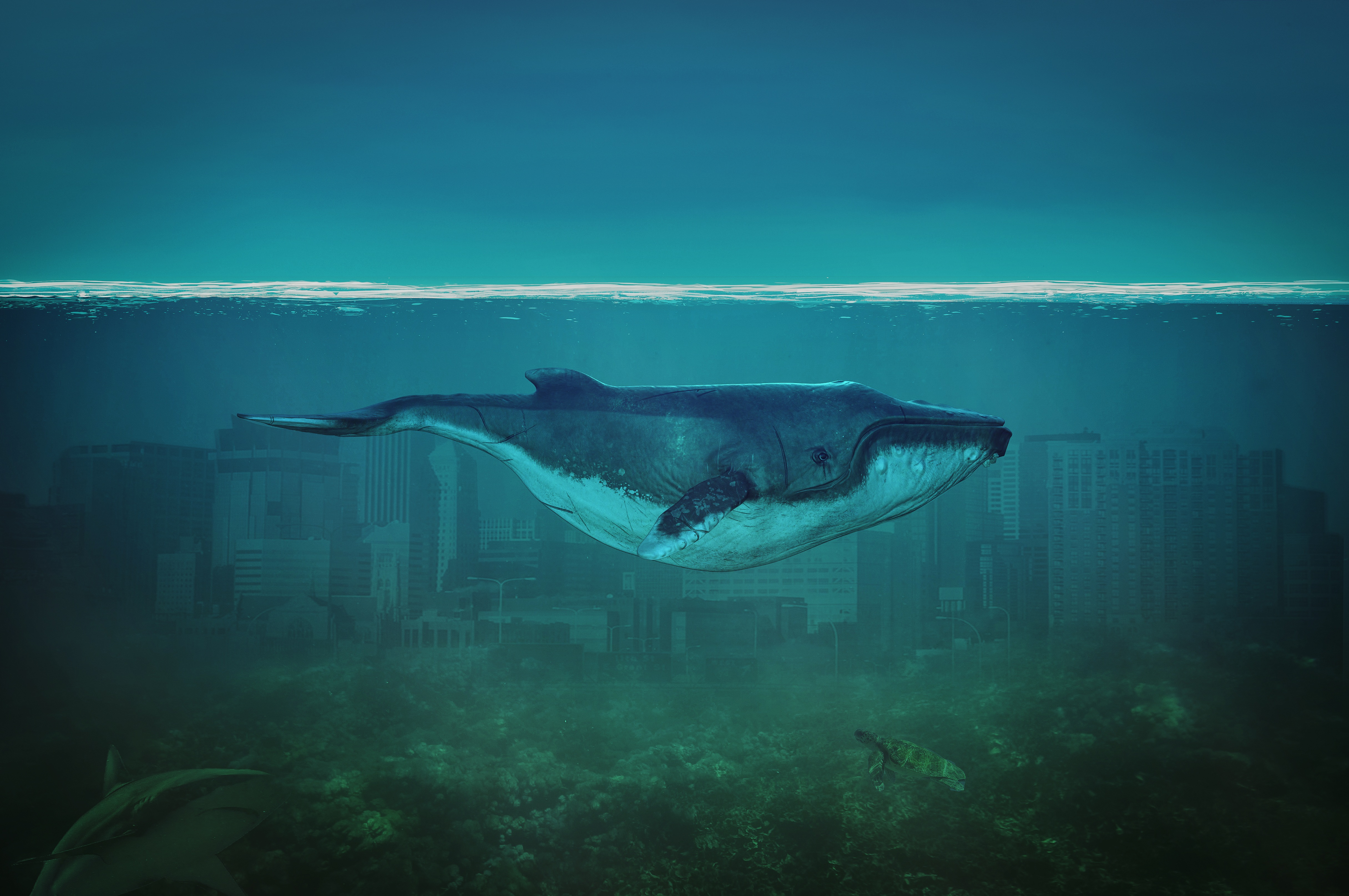
Malba osamocené ‚modré velryby‘

Modrá velryba (Cиний кит, Sinij kit), Tichý dům (тихий дом, Tichij dom), Moře velryb (море китoв, Morje kitov) nebo Vzbuď mě ve 4:20 (Разбуди меня в 4:20, Razbudi mjeňa v 4:20) je pravděpodobně městská legenda vzniklá z internetové mystifikace (hoaxu). Údajně jde o fenomén nebezpečné online hry šířící se prý na sociálních sítích pravděpodobně z Ruska nebo jiné země bývalého Sovětského svazu. Princip hry spočívá v bezvýhradném plnění 50 úkolů, které zadává tzv. kurátor. Většina úkolů tkví v překonávání „pudu sebezáchovy“, vyvolávání psychózy, sebepoškozování a v krajním případě končí sebevraždou, což je posledním úkolem hry – skočit z vysoké budovy. Snaha odstoupit ze hry má být přitom trestána vydíráním.
S hrou je spojován trend zvýšeného výskytu sebevražd dětí a mladistvých. Zatímco žádné z úmrtí nebylo definitivně spojeno s Modrou velrybou, je s ní naopak spojeno velké množství fotografií sebepoškozování šířících se internetem. Termín „Modrá velryba“ odkazuje k fenoménu sebevražedného chování plejtváků obrovských.
Za tvůrce hry je označován Filip Budejkin, známý spíše pod přezdívkou Filip Lis, takzvaný Lišák, administrátor skupiny s názvem F57 na sociální síti VKontakte. Ten hru údajně zhruba v roce 2013 vymyslel jako způsob zvýšení efektivity zmiňované skupiny. Budejkin byl vzat do vazby, v květnu 2016 se přiznal k „vybízení nejméně 16 náctiletých dívek ke spáchání sebevraždy“ a nakonec usvědčen ze spáchání dvou takových činů.

## Reakce
K březnu 2017 ruské úřady vyšetřovaly přibližně 130 samostatných případů sebevražd spojovaných s tímto jevem. O hře informovala mnohá česká média, svoji zprávu jako o potenciálním nebezpečí vydala i Policie ČR.
Podle poznatků manažera pro internetovou bezpečnost Seznamu.cz Martina Kožíška a vedoucího projektu E-bezpečí z Univerzity Palackého v Olomouci Kamila Kopeckého hra ve skutečnosti neexistuje a jedná se tak pouze o hoax, který je i přesto nebezpečný – jeho medializace vede k nápodobě a nastartování samotné výzvy.